# Russ Ochsenhirt
Russell William Ochsenhirt, detto Russ (Sharpsburg, 16 aprile 1912 – Akron, 4 ottobre 2002), è stato un cestista statunitense, professionista nella NBL.

## Carriera
Giocò per due stagioni nella NBL, disputando complessivamente 41 partite con 4,2 punti di media.

## Palmarès
- Campione NBL (1938)